# Монтвила, Витаутас
Ви́таутас Мо́нтвила (Витаутас Миколасович Монтвила, лит. Vytautas Montvila; 4 февраля 1902, Чикаго, Иллинойс — 19 июля 1941, Каунас) — литовский советский поэт, переводчик.

## Биография
Сын рабочего-литейщика. В 1906 вместе с матерью вернулся из США на родину и жил в Мариямполе. Батрачил. В 1922—1924 учился в Мариямпольской учительской семинарии. В 1924 был исключён из учительской семинарии и за участие в антивоенной организации молодёжи был посажен в тюрьму. В 1925—1926 учился в Кедайняйской учительской семинарии. Короткое время учился в Литовском университете в Каунасе (1928). В 1929 приговорен к десяти годам каторжной тюрьмы, через два года освобождён. После освобождения в 1931 работал в книжном магазине в Кретинге, в типографии, в книжном магазине в Каунасе. Сблизился с третьефронтовцами и другими левыми просоветскими литераторами. В 1935—1936 выслан в Мариямполе.
Приветствовал установление советской власти в Литве в 1940, выступал со своими стихами на просоветских и прокоммунистических митингах. В первые дни немецкой оккупации был арестован и расстрелян фашистами под Каунасом в VII форте.

## Литературная деятельность
Первый сборник стихов (1925) не был пропущен цензурой. Печатал стихи в журналах «Аушрине», «Мусу яунимас», «Култура», в альманахах «Дарбас» и «Прошвайсте». В 1933 опубликовал сборник «Ночи без ночлега» (лит. «Naktys be nakvynės»), декларировавшего социалистические идеалы, с характерной патетичностью и публицистичностью. Поэзия проникнута духом борьбы с буржуазным строем, отличается сочетанием социальных и революционных мотивов с экспрессивной стилистикой авангардистской поэзии, напряжённым динамизмом, свободой ритма и рифмы.
Стал одним из родоначальников литовской советской поэзии. В 1940 стихотворениями в периодике и в сборнике «В широкую землю» (лит. «Į plačią žemę») приветствовал социалистические преобразования, прославлял коммунистов, проклинал прошлое, провозглашал всемирную революцию. Находился под значительным влиянием поэзии В. В. Маяковского. В последний стихотворный цикл «Венок Советской Литве» (1941) включил впоследствии переведённые на многие языки мира стихи «Ленину» и «Дайна о Ленине».
Писал также рассказы, пробовал силы в жанрах драмы и романа. Перевёл на литовский язык произведения В. В. Маяковского и Максима Горького, Эмиля Золя, Кнута Гамсуна.

## Память
В советский период в мемуаристике, критике, поэзии (героическая поэма Теофилиса Тильвитиса «Песня ценою жизни», 1962) трагическая гибель Витаутаса Монтвилы сравнивалась с судьбой расстрелянного испанского поэта Федерико Гарсиа Лорки. О Витаутасе Монтвиле снят художественный фильм «Ночи без ночлега» (1965) и документальный фильм (1972).

## Издания
- Raštai, t. 1—2. Vilnius. 1956.
- Į saulės taką. Vilnius, 1963.
- Laisva daina. Vilnius, 1964.

### В русском переводе
- Избранное. 1952, 1956.
- Свет ваш не погас. Москва, 1959.
- Стихи. Вступ. ст. Л. Озерова. Москва, 1962.
- Туда, где солнце. 1965